# Прем'єр-міністр Чорногорії
Прем'єр-міністр Чорногорії (чорн. Premijer Crne Gore) — глава уряду Чорногорії.

## Список прем'єр-міністрів Чорногорії з 2006 року
- Мило Джуканович (3 червня 2006 — 10 листопада 2006);
- Желько Штуранович (10 листопада 2006 — 29 лютого 2008);
- Мило Джуканович (29 лютого 2008 — 29 грудня 2010);
- Ігор Лукшич (29 грудня 2010 — 4 грудня 2012);
- Мило Джуканович (4 грудня 2012 — 28 листопада 2016);
- Душко Маркович (28 листопада 2016 — 4 грудня 2020);
- Здравко Кривокапич (4 грудня 2020 — 28 квітня 2022);
- Дрітан Абазович (з 28 квітня 2022).